# 荻野貴幸
荻野 貴幸（おぎの たかゆき、1988年4月15日 - ）は、愛知県名古屋市北区出身の元プロ野球選手（内野手）。右投左打。プロでは育成選手であった。

## 経歴

### プロ入り前
杜若高時代は、3年時の夏に県大会準々決勝で敗退。甲子園出場は無し。
愛工大に進学すると、1年時の春からリーグ戦に出場し、秋からは遊撃手のレギュラーを獲得。同年12月には1年生ながら日本代表候補に抜擢され強化合宿に参加した。

### プロ入り後
2010年10月28日、プロ野球ドラフト会議にて育成4位指名を受けた。プロから指名が無ければ、家電量販店チェーンのエイデンに正社員として内定を受けていたため入社し、社会人野球のエイデン愛工大OB BLITZに入団するつもりであった。
2013年10月31日に育成選手の規約に基づき、10月31日自由契約公示され、11月12日に育成選手として再契約した。
2014年、10月1日に球団から戦力外通告を受ける。

## 選手としての特徴・人物
俊足の内野手であり、本職の二遊間の他に外野守備も出来るユーティリティプレーヤー。

## 詳細情報

### 年度別打撃成績
- 一軍公式戦出場なし

### 背番号
- 004 （2011年 - 2014年）